# Annapurna Pictures
Annapurna Pictures ist eine US-amerikanische Filmproduktionsgesellschaft mit Sitz im kalifornischen Los Angeles.

## Geschichte
Die Filmproduktionsgesellschaft wurde 2011 von Megan Ellison gegründet, die zuvor bereits Filme wie True Grit produziert hatte. Der Name des Studios geht auf die hinduistische Göttin Annapurna zurück.
Annapurna Pictures möchte vor allem „anspruchsvoll, qualitativ hochwertige Filme finanzieren, die von den großen Hollywood-Studios als zu riskant eingestuft würden“. 2012 investierte Annapurna in die Filmproduktionsgesellschaft Panorama Media, die später in Annapurna International umbenannt wurde. Unter dem Label Annapurna Interactive veröffentlicht die Firma Computerspiele.
Von Regisseuren wie David O. Russell wird Ellison daher auch als Retterin des Independent-Films gepriesen. Ihrer quasi unlimitierten Förderung von Filmen, die ihr Produktionsbudget unmöglich wieder einspielen könnten, geben Analysten allerdings auch eine Mitschuld an einer potenziellen „Hollywood-Blase“.

## Filmografie
- 2012: Lawless – Die Gesetzlosen (Lawless)
- 2012: Killing Them Softly
- 2012: The Master
- 2012: Spring Breakers
- 2012: Zero Dark Thirty
- 2013: Her
- 2013: American Hustle
- 2014: Foxcatcher
- 2014: Last Days
- 2015: Joy – Alles außer gewöhnlich (Joy)
- 2016: Everybody Wants Some!!
- 2016: Wiener Dog (Wiener-Dog)
- 2016: Sausage Party – Es geht um die Wurst (Sausage Party)
- 2016: The Bad Batch
- 2016: Jahrhundertfrauen (20th Century Women)
- 2019: Wounds
- 2022: She Said
- 2023: Nimona[5]